# John Wayne
John Wayne (Winterset, Iowa, 1907. május 26. – Los Angeles, Kalifornia, 1979. június 11.) Oscar-díjas amerikai színész, akit a „The Duke” azaz „A herceg” névvel illettek. Már az 1920-as években szerepelt némafilmekben, még ha színészi tehetségét nem is annyira ismerték el, megjelenése és járása, az akkori western, majd később második világháborús filmekben tette híressé. Ő volt a hős, aki egyedül áll ki és megy harcba az igazságért. Más szerepekben is mint életrajzi filmek, romantikus vígjátékok vagy drámák is látható volt. Az 1940-es évektől egészen az 1970-es évekig tartó munkásságának köszönhetően az Amerikai Egyesült Államok egyik jelképévé vált.

## Életrajz

### Fiatalkora
John Wayne Marion Robert Morrison néven született az amerikai Iowa állam Winterset városkájában 1907 májusában, de nevét szülei Marion Michael Morrisonra változtatták, mert testvére születése előtt arra a döntésre jutottak, hogy a fiatalabb gyermekük kapja majd a Robert nevet. Családja presbiteriánus, apja Clyde Leonard Morrison ír és skót szülőktől származott, ahol is az apa, az Amerikai polgárháború egyik veteránja volt, míg édesanyja Mary Alberta Brown ír szülőket mondhatott magáénak. A család 1911-ben a Glendale-be költözött. A glendale-i szomszédok kezdték „Big Duke”-nak becézni, mert folyton airedale terrier kutyájával mászkált, akit „Little Duke”-nak hívott. Ő már ekkor is jobban kedvelte a „Duke” becenevet mint a „Mariont”, így ez a név már egész életén végigkísérte.
Duke Morrison gyermekkora elég nagy szegénységben telt, az apja olyan ember volt, aki nem bánt túl jól a pénzzel. Jó tanuló és népszerű diák volt, a korához képest elég magas, részben ezeknek köszönhette, hogy tagja lett, majd később egyik sztárja is a glendale-i középiskola futballcsapatának.
Jelentkezett a tengerészeti akadémiára, de mivel oda nem nyert felvételt, végül a kaliforniai egyetemre került, ahol több diákszövetség tagja lett, illetve az ottani egyetemi futballcsapatában is szerepelt. Egy nagyobb sérülése viszont – amit úszás közben szerzett – elvágta a sportolói pályafutását. Ezzel együtt sportolói ösztöndíját is elvesztette, így pénz hiányában kénytelen volt egyetemi tanulmányait abbahagyni.
Még az egyetemen töltött ideje alatt dolgozni kezdett a helyi filmstúdióban, ahol végül statisztamunkákat is kapott, itt kötött barátságot John Ford rendezővel.

### Filmes karrierje
Színészkarrierjét az 1920-as években némafilmekben kezdte, de tehetségét akkor még kevéssé ismerték el. A fiatal Wayne a pályája kezdetén (amerikai) futballista volt, miközben a Fox stúdió kelléktárában is dolgozott. Így került kapcsolatba a filmvilággal és 1930-ban néhány kisebb szerep után Raoul Walsh rendező neki adta nagyszabású vadnyugati filmeposzának, a Nagy ösvénynek a főszerepét. Walshtól kapta a John Wayne művésznevet. A következő évtizedben közel hetven másodosztályú westernben és kalandfilmben szerepelt, míg végre az 1939-ben a Ford által rendezett Hatosfogat revolverhőseként az igazi filmsztárok sorába emelkedett. Később további western és (második) világháborús filmek hozták meg számára az igazi elismerést és láthattuk életrajzi filmekben, romantikus vígjátékokban és drámákban is. Háborús filmjeiben nyújtott alakításai közül kiemelkedik az 1949-es Iwo Jima fövenye, amely Oscar-jelölést eredményezett a számára.
Wayne filmeket is rendezett: először 1960-ban az Alamo producere, rendezője és főszereplője is volt egyben, ezt az amerikai mitológia kulcseseményét feldolgozó filmet Oscar-díjra is jelölték. Majd a Zöldsapkások című filmet, amelynek szintén a főszereplője volt. De heves vitát váltott ki a propagandisztikus hangvétele miatt.
Ezzel a filmmel szakmai tekintélyének és az amerikai politikának sokat ártott, mivel részt vett például a Hollywoodban tevékenykedő Amerika-ellenes Tevékenységet vizsgáló Bizottság munkájában, később kiállt a vietnámi háború mellett.
Élete során 24 díjat, és 16 jelölést kapott. Az Oscar-díjat 1970-ben vehette át A Félszemű c. westernfilmben nyújtott alakításáért. Élete egyik legmegrázóbb és legjobb alakítását utolsó filmjében, az 1976-os A mesterlövészben nyújtotta, ahol egy súlyosan rákbeteg, öreg pisztolyhőst formált meg, aki úgy döntött, hogy egy utolsó nagy párbajban méltó módon vesz búcsút az élettől.

### Magánélete
Wayne háromszor házasodott életében. Első felesége Josephine Alicia Saenz volt. Házasságuk 1933. június 24-től, 1945. december 25-ig tartott. Kapcsolatukból négy gyermek (Michael producer, Patrick színész, Toni színésznő és Melinda színésznő) született. Emiatt Wayne-t felmentették a katonai szolgálat alól. Második feleségével Esperanza Baurral 1946. január 17-én házasodtak össze, majd 1953. november 1-én elváltak. Harmadik házassága, Pilar Palletével 1954. november 1-jétől egészen Wayne haláláig tartott, ebből a kapcsolatból három gyermeke (Aissa színésznő, Ethan színész és Marisa színésznő) született.
1944-ben Wayne egy jobboldali nézeteket valló filmes szövetségnek az egyik alapítója és elnöke lett. A hollywoodi jobboldal prominens képviselőjeként nyíltan támogatta a konzervatív politikusokat, egy brit könyv szerint Sztálin annyira haragudott rá, hogy az 1950-es évek elején meg akarta öletni (a parancsot visszavonató Hruscsov ezt személyesen közölte vele), egyszer egy ellene készülő merényletet akadályoztak meg, a filmgyár területén.
1964-ben tüdőrákkal megoperálták és az elhatalmasodó betegség ellen bátran felvette a harcot. 1979. június 11-én 72 évesen, a kaliforniai Los Angelesben hunyt el tüdő- és gyomorrákban. Névadója a John Wayne repülőtérnek.

## Filmjei

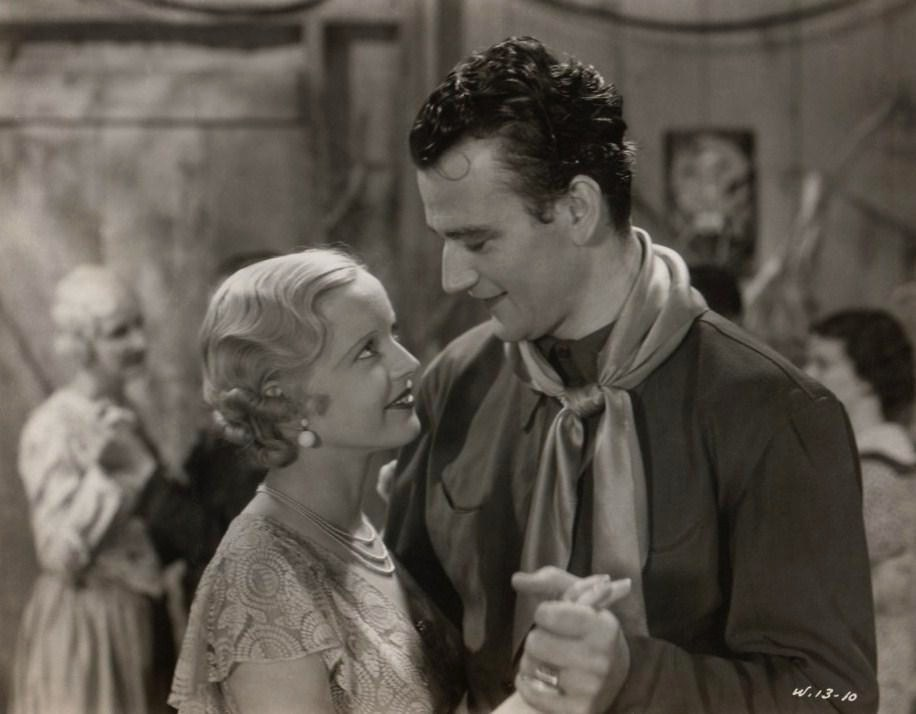
Lucile Browne-nal a Texas Terror (1935) egyik jelenetében

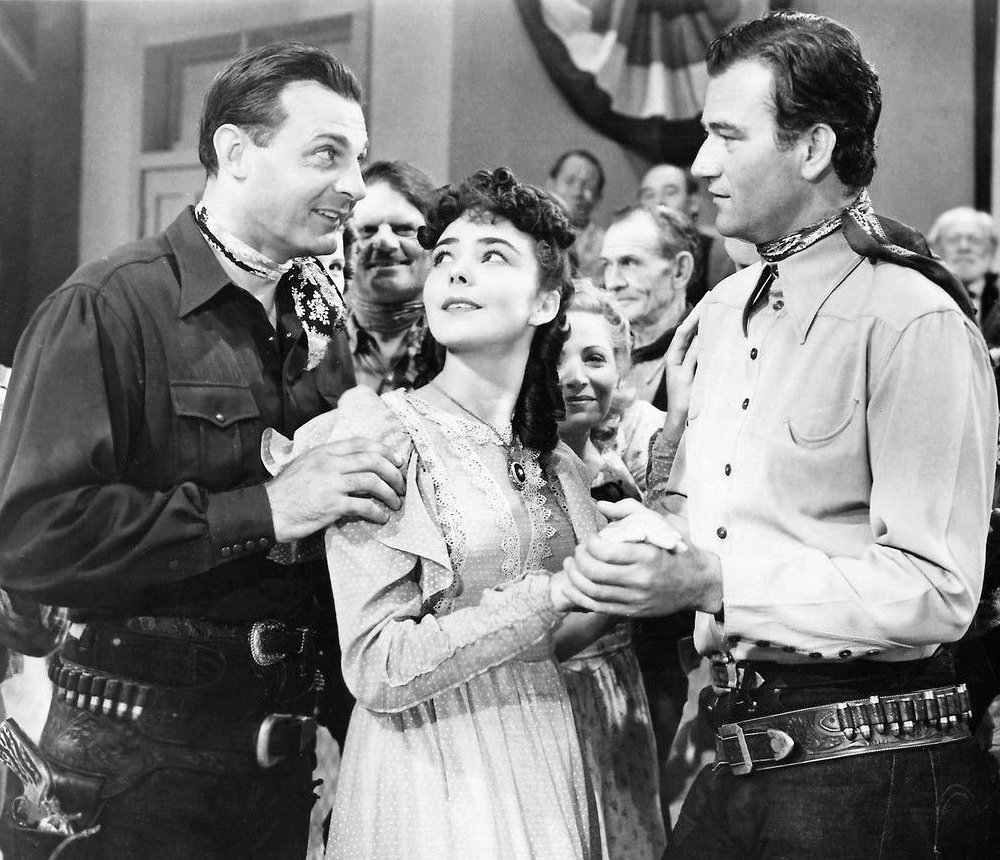
Ray Corrigan, Jennifer Jones és John Wayne a New Frontier (1939) című filmben

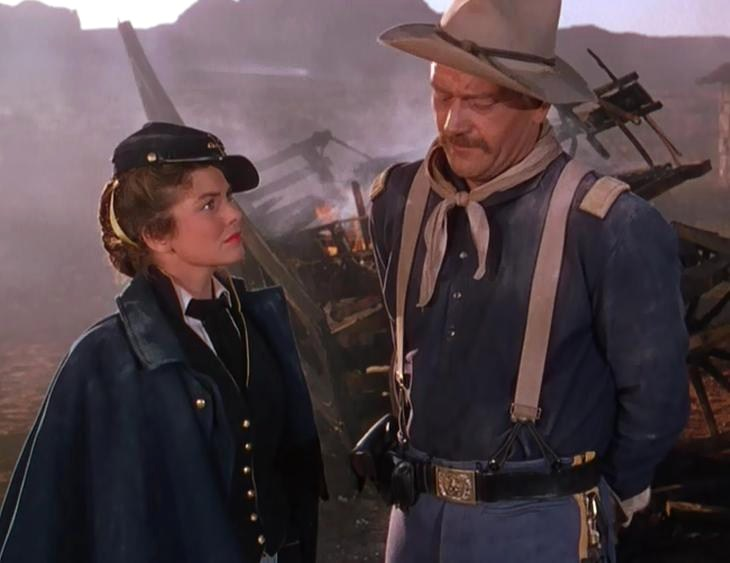
1949-ben Joanne Druval a Sárga szalagot viselt (1949) című filmben

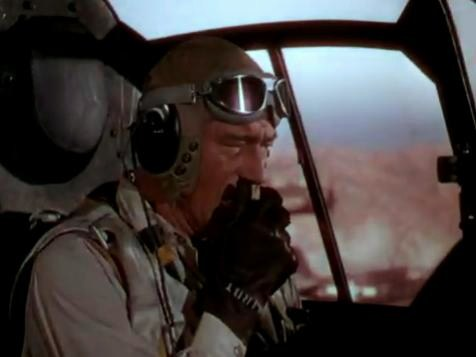
A Flying Leathernecks (1951) című filmben

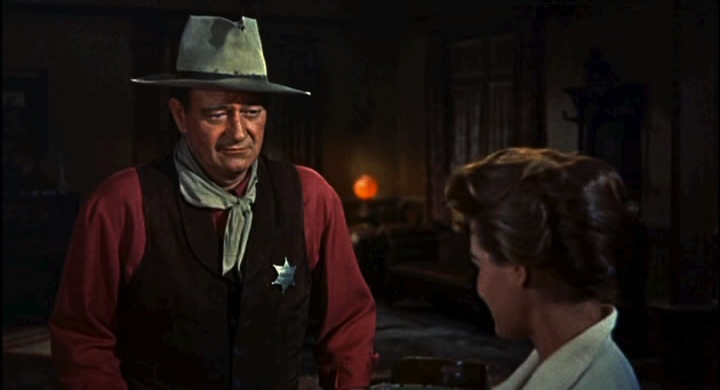
John Wayne és Angie Dickinson a Rio Bravo (1959) egyik jelenetében

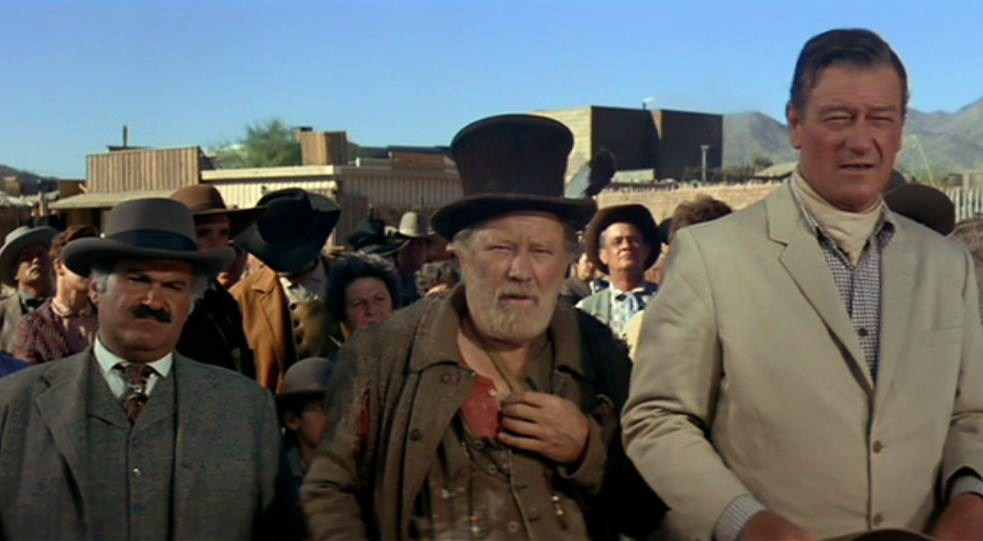
Jack Kruschen, Edgar Buchanan és John Wayne a McLintock (1963) című filmben

### 1920-tól
- Brown of Harvard (1926)
- Bardelys the Magnificent (1926)
- The Great K & A Train Robbery (1926)
- Annie Laurie (1927)
- The Drop Kick (1927)
- Mother Machree (1928)
- Four Sons (1928)
- Hangman's House (1928)
- Speakeasy (1929)
- The Black Watch (1929)
- Noah's Ark (1929)
- Words and Music (1929)
- Salute (1929)
- The Forward Pass (1929)

### 1930-tól
- Men Without Women (1930)
- Born Reckless (1930)
- Rough Romance (1930)
- Cheer Up and Smile (1930)
- A nagy ösvény (1930)
- Girls Demand Excitement (1931)
- Three Girls Lost (1931)
- Arizona (1931)
- The Deceiver (1931)
- Range Feud (1931)
- Maker of Men (1931)
- The Voice of Hollywood No. 13 (1932)
- Running Hollywood (1932)
- The Shadow of the Eagle (1932)
- Texas Cyclone (1932)
- Two-Fisted Law (1932)
- Lady and Gent (1932)
- The Hurricane Express (1932)
- The Hollywood Handicap (1932)
- Ride Him, Cowboy (1932)
- That's My Boy (1932) (1932)
- The Big Stampede (1932)
- Haunted Gold (1932)
- The Telegraph Trail (1933)
- The Three Musketeers (1933)
- Central Airport (1933)
- Somewhere in Sonora (1933)
- His Private Secretary (1933)
- The Life of Jimmy Dolan (1933)
- Babaarcú (1933)
- The Man From Monterey (1933)
- Riders of Destiny (1933)
- College Coach (1933)
- Sagebrush Trail (1933)
- The Lucky Texan (1934)
- West of the Divide (1934)
- Blue Steel (1934)
- The Lawless Frontier (1934)
- Helltown (1934)
- The Man from Utah (1934)
- Randy Rides Alone (1934)
- The Star Packer (1934)
- The Trail Beyond (1934)
- The Lawless Beyond (1934)
- 'Neath the Arizona Skies (1934)
- Texas Terror (1935)
- Rainbow Valley (1935)
- The Desert Trail (1935)
- The Dawn Rider (1935)
- Paradise Canyon (1935)
- Westward Ho (film) (1935)
- The New Frontier (1935)
- Lawless Range (1935)
- The Oregon Trail (1936)
- The Lawless Nineties (1936)
- King of the Pecos (1936)
- The Lonely Trail (1936)
- Winds of the Wasteland (1936)
- Sea Spoilers (1936)
- Conflict (1936)
- California Straight Ahead! (1937)
- I Cover the War (1937)
- Idol of the Crowds (1937)
- Adventure's End (1937)
- A vadnyugat szülötte (1937)
- Pals of the Saddle (1938)
- Overland Stage Raiders (1938)
- Santa Fe Stampede (1938)
- Red River Range (1938)
- Hatosfogat (1939)
- The Night Riders (1939)
- Three Texas Steers (1939)
- Wyoming Outlaw (1939)
- New Frontier (1939)
- Allegheny Uprising (1939)

### 1940-től
- Dark Command (1940)
- Meet the Stars: Cowboy Jubilee (1940)
- Three Faces West (1940)
- Hosszú az út haza (1940)
- Bizsu (1940)
- A Man Betrayed (1941)
- Lady from Louisiana (1941)
- The Shepherd of the Hills (1941)
- Meet the Stars: Past and Present (1941)
- Lady for a Night (1942)
- Arat a vihar (1942)
- Fosztogatók (1942)
- In Old California (1942)
- Repülő Tigrisek (1942)
- Pittsburgh (1942)
- Összejövetel Franciaországban (1942)
- A Lady Takes a Chance (1943)
- In Old Oklahoma (1943)
- The Fighting Seabees (1944)
- Szilárdan a nyeregben (1944)
- Flame of Barbary Coast (1945)
- Vissza Bataanra (1945)
- Felhasználhatóak voltak (1945)
- Dakota (1945)
- Without Reservations (1946)
- Az angyal és a rosszember (1947)
- Tycoon (1947)
- Vörös folyó (1948)
- Apacserőd (1948)
- Három keresztapa (1948)
- A vörös boszorkány titka (1948)
- Az utolsó pillanatban (1949)
- Sárga szalagot viselt (1949)
- Screen Snapshots: Hollywood Rodeo (1949)
- Iwo Jima fövenye (1949)

### 1950-től
- Rio Grande (1950)
- Screen Snapshots: Reno's Silver Spur Awards (1951)
- Csendes hadművelet (1951)
- The Screen Director (1951)
- Screen Snapshots: Hollywood Awards (1951)
- Repülő Vadmacskák (1951)
- Miracle in Motion (1952) (narrátor)
- A nyugodt férfi (1952)
- Big Jim McLain (1952)
- Trouble Along the Way (1953)
- Island in the Sky (1953)
- Hondo (1953) (also producer)
- A gőgös (1954)
- Tengeri vadászat (1955)
- Screen Snapshots: The Great Al Jolson (1955)
- Véres sikátor (1955)
- The Conqueror (1956)
- Az üldözők (1956)
- A sasok szárnyai (1957)
- Jet Pilot (1957)
- Az elveszettek legendája (1957)
- I Married a Woman (1958) (Cameo)
- The Barbarian and the Geisha (1958)
- Rio Bravo (1959)
- Lovaskatonák (1959)

### 1960-tól
- Alamo (1960)
- Irány Alaszka! (1960)
- The Challenge of Ideas (1961) (narrátor)
- Jó fiú és rossz fiú (1961)
- Aki megölte Liberty Valance-t (1962)
- Állatfogó kommandó (1962)
- A leghosszabb nap (1962)
- A vadnyugat hőskora (1962)
- McLintock! (1963)
- Kocsma a Csendes-óceánon (1963)
- A cirkusz világa (1964)
- A világ legszebb története – A Biblia (1965)
- Szemben az árral (1965)
- A négy mesterlövész – Az Elder banda (1965)
- Az óriás árnyéka (1966)
- El Dorado (1966)
- A Nation Builds Under Fire (1967) (narrátor)
- Rabold el az aranyat! (1967)
- A zöldsapkások (1968)
- A pokol tornácán (1968)
- A félszemű seriff (1969)
- A legyőzhetetlen (1969)

### 1970-től
- No Substitute for Victory (1970) (dokumentumfilm)
- Chisum (1970)
- Rio Lobo (1970)
- Jake visszalő (1971)
- Directed by John Ford (1971) (dokumentumfilm)
- Cowboyok (1972)
- Cancel My Reservation (1972) (Cameo)
- Vonatrablók (1973)
- Cahill, az USA békebírája (1973)
- Detektív két tűz között (1974)
- A Scotland Yard vendége (1975)
- Cogburn, a békebíró (1975)
- Chesty: Tribute to a Legend (1976) (dokumentumfilm) (narrátor)
- A mesterlövész (1976)